# Asmate binaevata
Asmate binaevata är en fjärilsart som beskrevs av Paul Mabille 1869. Asmate binaevata ingår i släktet Asmate och familjen mätare. Inga underarter finns listade i Catalogue of Life.